# Martinrivier
Martinrivier (Zweeds : Martinjoki) is een beek, die stroomt in de Zweedse  gemeente Pajala. Ze begint ten noorden van het dorp Pajala in het gebied ten noorden van de Torne. Ze stroomt naar het noordoosten om samen met de Rityvaaranoja de Kieksiäisrivier te vormen.
Afwatering: Martinrivier → Kieksiäisrivier →  Muonio → Torne → Botnische Golf